# 25175 Lukeandraka
25175 Lukeandraka (tên chỉ định: 1998 SX75) là một tiểu hành tinh vành đai chính. Nó được phát hiện từ dự án nghiên cứu tiểu hành tinh gần Trái Đất ở Socorro, New Mexico, ngày 29 tháng 9 năm 1998. Nó được đặt theo tên Like Steven Andraka, một học sinh người Mỹ.